# Paul Wittich
Paul Wittich   (Breslau, c. 1546 (Gregorià) - Viena, 9 de gener de 1586) va ser un matemàtic i astrònom alemany.

## Vida i obra
Res es coneix de la seva infància i joventut i el que es coneix de la resta de la seva vida és molt fragmentari. El primer que se sap d'ell és que a l'estiu de 1563 es va matricular a la universitat de Leipzig; més tard se sap que va estar matriculat a les universitats de Hale (1566) i Frankfurt de l'Oder (1570). Els anys 1579 i 1580 va restar a la seva vila natal de Breslau i l'estiu de 1580 es va incorporar a l'observatori d'Uraniborg a recomanació de Thaddeus Hagecius; el cap de l'observatori, Tycho Brahe, estava molt content amb el seu treball d'hàbil matemàtic.
A Uraniborg, Wittich va introduir Brahe en el mètode de la protaferesi: a partir del coneixement de la fórmula
{\displaystyle 2\sin {A}\sin {B}=\cos {(A-B)}-\cos {(A+B)}}
es poden obtenir algorismes per substituir les multiplicacions per sumes, amb la conseqüent simplificació dels càlculs i la seva millor seguretat. Podria ser que el 1576, a Frankfurt de l'Oder, quan Wittich va conèixer el metge i astrònom escocès John Craig (1553-1620) ja conegués aquest procediment i el discutís amb ell, qui al seu torn el va explicar a John Napier, qui va descobrir el molt més eficient mètode dels logaritmes.

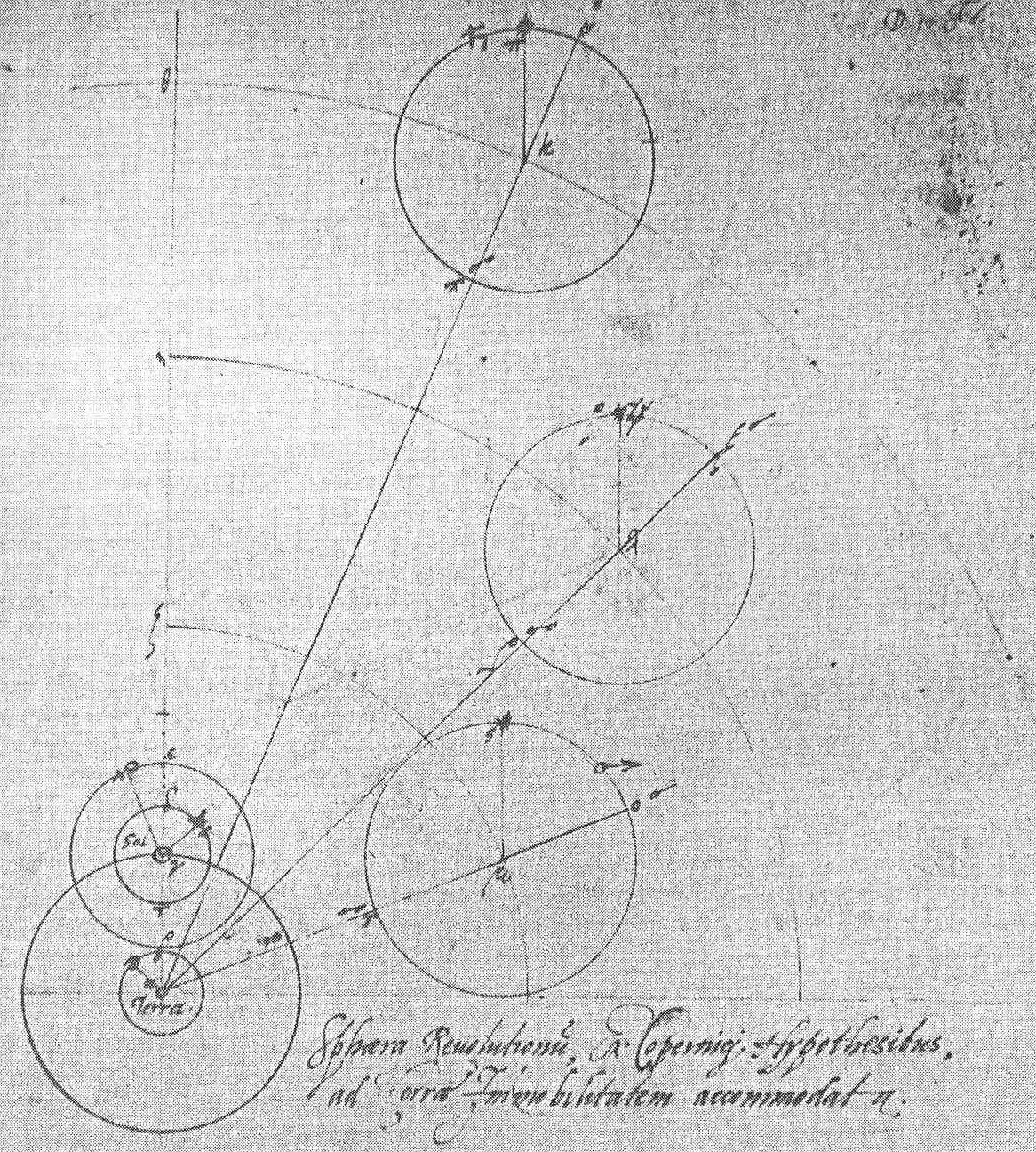
Croquis del sistema geo-heliocèntric de Wittich.

Segons Tycho Brahe, a finals de 1580, quan ja havia aprés tot el que necessitava, va abandonar Uraniborg, per no tornar-hi més. Els seus últimas anys els va passar a la cort de Hessen-Kassel, exasperant Brahe que creia que li havia robat els seus descobriments. Inclòs després de mort Wittich, Brahe va intentar comprar la seva biblioteca en diferents ocasions.
Wittich és recordat per haver proposat un sistema geo-heliocèntric de l'Univers que podria haver estat l'antecedent més immediat dels sistema ticònic de Brahe.